# Lodovico Burnacini
Lodovico Ottavio Burnacini (ur. w 1636, Mantua – zm. 12 grudnia 1707, Wiedeń) – architekt i projektant wyposażenia scen teatralnych.

## Życiorys
Studia ukończył w Wiedniu. Od 1652 w służbie domu cesarskiego. Był autorem dekoracji i kostiumów do ponad stu spektakli. Najbardziej spektakularnym jego dziełem był drewniany trzypiętrowy Teatr na Cortinie w Wiedniu, wybudowany specjalnie w celu wystawienia Złotego jabłka (Il pomo d'oro) Pietra Antonia Cestiego, uważanego za najbardziej kosztowne i skomplikowane przedstawienie operowe swojej epoki. Zmarł w domu przy Judenplatz na gruźlicę płuc.